# Euproctis nigribasalis
Euproctis nigribasalis är en fjärilsart som beskrevs av Swinhoe 1903. Euproctis nigribasalis ingår i släktet Euproctis och familjen tofsspinnare. Inga underarter finns listade i Catalogue of Life.